# Stazione di Eggerberg
La stazione di Eggerberg è una stazione ferroviaria posta sulla linea del Lötschberg. Serve l'omonimo centro abitato.